# Юлай Азналин
Юла́й Азна́лин (баш. Юлай Аҙналин; 1730 (по другим данным, 1722) — около 1797) — старшина Шайтан-Кудейского улуса Уфимского уезда, участник подавления Барской конфедерации под командованием А. В. Суворова, участник Крестьянской войны 1773—1775 годов на стороне восставших, отец Салавата Юлаева.

## Биография
Уроженец деревни Текеево, происходил из потомственных тархан рода Шайтан-Кудей. С 1750-х гг. Юлай служил сотником, в 1766 году вступил в должность волостного старшины. В 1771—1773 гг. служил в башкирских иррегулярных войсках. Участвовал со своими людьми в охране оренбургских пограничных линий, дважды бывал в дальних походах. Вполне допустимо его участие в восстании 1755 года, но документальными данными это не подтверждено.

### Участие в военных походах
Преследование калмыков. В результате вмешательства правительства в управление Калмыцким ханством часть калмыков вынуждена была переселиться в Джунгарию. В феврале 1771 г. правительство приняло решение об откомандировании яицких казаков, башкир и драгун для задержания калмыков. В мае 1771 года Юлай возглавил конный отряд из 300 башкир, который участвовал в преследовании, но сами башкирские войска участия в сражениях с калмыками не принимали. Позже, во время следствия, Юлай признался, что участие башкир в походе больше года было сознательным обманом, целью которого, было продемонстрировать лояльность властям.
Война в Польше. Войны, ведённые Россией в Польше в XVIII веке, имели целью вмешательство во внутренние дела разрушавшейся Польши. В результате подобной политики в начале 1769 г. в Польше образовалось несколько конфедератских отрядов, начавших партизанскую войну. В ноябре 1771 г. Юлай получил указание возглавить 3000-й отряд башкирской конницы, направляемый в Польшу в помощь русской армии. Отряд выступил из Уфы в середине января 1772 года. Башкирские воины под руководством Юлая участвовали в сражениях под Варшавой, Вильно и других местах. По окончании боевых действий Юлай Азналин был удостоен специальной награды — «Воинское малое знамя». Награду, полученную за мужество и отвагу, Юлай передал своему сыну Салавату в октябре 1773 года. Для Самого Салавата награда отца, как семейная реликвия, была предметом особой гордости.

### Судебные тяжбы с заводчиком Я. Б. Твердышевым
В середине XVIII в. начинается активная заводская колонизация территории Южного Урала. Столь интенсивная экспансия не проходила бесследно для коренного населения. Строительство заводов сопровождалось незаконным изъятием у башкирских общин огромных земельных участков. За юридическими документами о продаже земли скрывались обман, подкупы и административное давление к заключению сделок. Юлай боролся с губернскими чиновниками, принуждавшими башкир к продаже земель, тем самым сознательно нарушавшими закон ради собственной выгоды. Примером подобных отношений являются отношения между заводчиком Я. Б. Твердышевым и башкирами Шайтан-Кудейской волости, на землях которых был выстроен Симский железоделательный завод. В документах Оренбургского госархива содержатся сведения о намерении Твердышева присвоить себе земли этой волости. Но заводчику Якову Борисовичу пришлось столкнуться с сопротивлением со стороны Азналина в приобретении земель. С целью давления на башкир Твердышев решил прибегнуть к содействию губернских властей и к подкупу части вотчинников. В 1762 году отрядом оренбургского гарнизона Юлай и несколько его товарищей насильно были привезены на Катав-Ивановский завод. Здесь в присутствии Твердышева им был зачитан указ губернской канцелярии немедленно решить вопрос об отдаче земли заводчику, но Азналин вновь дал решительный отказ. Тогда заводчик Яков Борисович прибегнул к другим уловкам. Пользуясь расколом среди общинников, он пошёл на сближение со старшиной Шиганаем Бурчаковым, одним из собственников земли. Именно с ним была заключена сделка вопреки общей воле башкир волости. Таким образом, Твердышев и губернская администрация сознательно нарушили закон, по которому договор о покупке или аренде земли должен был заключаться со всеми членами башкирской общины, являвшимися юридическими собственниками земли. Юлай Азналин не мог смириться со злоупотреблениями и обманом со стороны властей. Став старшиной, он долгие годы пытался вернуть незаконно изъятые земли. Но все судебные трения закончились не в его пользу: Юлай и отстаивавшие свои права башкиры были приговорены к крупному штрафу в 600 рублей.

### Личностные качества
Юлай Азналин отличался справедливостью, никогда не ставил целью накопление богатств и все споры в своей «команде» разрешал ко всеобщему удовлетворению. Надо сказать, что у Юлая была большая обида на правительство. В своё время князь Путятин, губернатор Оренбурга, пожаловавший ему не только звание старшины, но и значительные земли, этот дар у него отобрал под строительство Симского завода и казачьей станицы.
Русский писатель Ф. Д. Нефёдов в 1880 году писал о Юлае так:

Юлай Азналин был человек богатый, умный и влиятельный, он пользовался общим уважением со стороны башкир и несколько раз подряд относились к башкирскому старшине с доверием. В его преданности и верности русскому правительству не могло быть никакого сомнения… Но башкирский старшина в действительности не был тем, кем он так искусно умел казаться. На глазах Юлая пылали башкирские селения, разорялся край; у него самого купец Твёрдышев отнял землю под Симской завод и деревни. Истинный башкир, горячо любивший свою родину, Юлай не мог остаться равнодушным зрителем, он скрывал свои чувства, но в душе таил месть.

Юлай Азналин не владел письмом, однако осознавая значение грамотности, добился того, чтобы его сын умел писать и читать. Своим знанием языка тюрки Салават обязан именно отцу. Сын Салават воспитывался в атмосфере любви к родине и национального достоинства.

## Участие в войне 1773—1775 годов

### Предыстория
В 18-м веке начинается активное освоение Поволжья, Урала и Оренбургских приграничных территорий, принадлежащих местным кочевым народам. На быстрорастущих заводах Урала складывается напряжённая ситуация в связи с нехваткой рабочей силы и нетерпимостью местного населения. Правительство частично решает проблему припиской крестьян к частным горным заводам. Теперь крестьяне помимо работы на земельных участках, обязаны были работать на заводах. В довершении к этому последовал Указ Екатерины II от 22 августа 1767 года о запрещении крестьянам жаловаться на помещиков. В результате крестьяне оказывались в бесправном положении, которым пользовались заводчики. В условиях полной безнаказанности и личной зависимости рабское положение крестьян усугубляется прихотями, капризами или настоящими преступлениями, творящимися в усадьбах, и большинство из них оставлялись без расследования и последствий. Также следует упомянуть о тяжёлом положении яицких казаков, которые в отличие от крестьян, представляли реальную силу.
В 1772 году начинает распространяться слух о чудом спасшемся императоре Петре III. Человеком, назвавшим себя Петром III, был Емельян Иванович Пугачёв — донской казак. Вокруг него стало формироваться ядро недовольных, постепенно разросшееся до настоящей армии. Восстание Пугачёва в короткое время охватило значительные территории и превратилось в истинно народное выступление.

### Переход на сторону повстанцев
В октябре 1773 года Юлай Азналин отправляет отряд конников из 1200 человек во главе со своим сыном Салаватом в Стерлитамакскую пристань, где должен был формироваться сводный отряд против повстанцев. Этот отряд выехал в Оренбург в распоряжении генерала Кара для подавления восставших. Однако 10 ноября 1773 года около аула Биккуль в 70 км от Оренбурга Салават, видя тяжёлое положение народа, со своим отрядом решает присоединиться к повстанцам Пугачёва. Принятию решения также способствовала усиленная агитация пугачёвцев, проводившаяся среди башкир. Определённую роль сыграло и известие о поражении корпуса генерал-майора В. А. Кара, направленного императрицей на подавление восстания. Сам Юлай решает примкнуть к Пугачёвскому восстанию в декабре 1773 года.

### Участие в войне
Поначалу действия Юлая в пугачёвском движении не отличались особой активностью, но с весны 1774 он, возглавив отряд башкир своей волости, вёл вместе с отрядами Салавата и других пугачёвских вожаков бои против карателей под Симским заводом и в других местах. В июне при встрече с Пугачёвым он получил от него звание атамана и поручения по массовому вовлечению башкир в повстанческие отряды.

### Сдача и смерть
Осенью 1774, в пору спада пугачёвского сопротивления и под влиянием собственных неудач, он принял решение о капитуляции и 31 октября явился с повинной к начальнику карательной команды подполковнику И. Л. Тимашеву. Вскоре Юлай был отконвоирован в Казань. Далее для проведения более обстоятельного расследования был сослан в Оренбургскую губернию. Следствие здесь производила Уфимская провинциальная канцелярия. Она приговорила Юлая и его сына к тяжкому телесному наказанию с последующей отсылкой на пожизненные каторжные работы в Эстляндскую губернию (ныне г. Палдиски в Эстонии). Провёл на чужбине более 20 лет. Последнее прижизненное документальное известие о Юлае относится к июлю 1797 года.